# Palma Campania
Palma Campania község (comune) Olaszország Campania régiójában, Nápoly megyében.

## Fekvése
Nápolytól 25 km-re keletre fekszik. Határai: Carbonara di Nola, Domicella, Lauro, Liveri, Nola, Poggiomarino, San Gennaro Vesuviano, Ottaviano, San Giuseppe Vesuviano, Sarno és Striano.

## Története
Az ókori római Teglanum lakosai, miután a városuk a Vezúv i. e. 512-es elpusztult, a közeli dombos vidékre menekültek, új települést alapítva Palma név alatt. Első írásos említése 997-ből származik. A középkor során számos nemesi család birtoka volt (Orsini, Pignatelli, Caracciolo).  A település 1863-ban vált önálló községgé. 

## Népessége
A népesség számának alakulása:

## Látnivalói
- San Michele Arcangelo-templom' – 1586-ban épült
- SS. Immacolata-templom – a 17. században épült
- Santa Maria della Purità-templom – 1733-ban épült
- Largo Parrocchia – Palma legrégebbi tere
- Elesettek emlékműve – az első világháború hőseinek állít emléket
- Palazzo Ducale – ismertebb nevén Palazzo Aragonese.